# Rose Chelimo
Rose Chelimo (12 de julio de 1989) es una deportista bareiní de origen keniano que compite en atletismo, especialista en la prueba de maratón.
Ganó dos medallas en el Campeonato Mundial de Atletismo, oro en 2017 y plata en 2019. Participó en dos Juegos Olímpicos de Verano, en los años 2016 y 2024, ocupando el octavo lugar en Río de Janeiro 2016, en la maratón.

## Palmarés internacional
| Campeonato Mundial | Campeonato Mundial    | Campeonato Mundial | Campeonato Mundial |
| Año                | Lugar                 | Medalla            | Prueba             |
| ------------------ | --------------------- | ------------------ | ------------------ |
| 2017               | Londres (Reino Unido) | Medalla de oro     | Maratón            |
| 2019               | Doha (Catar)          | Medalla de plata   | Maratón            |